# De scytische graftombe
De scytische graftombe is het vierde deel van de stripreeks Lotusbloem van de Belgische striptekenaar Franz Drappier. Het album verscheen met een zachte kaft en een harde kaft in 1993 bij uitgeverij Arboris. Zover bekend zijn er geen herdrukken van verschenen.

## Verhaal
Kaliber Kahn ontdekt na de dood van zijn vrouw Theodora hoeveel hij van haar gehouden heeft. Geheel tegen alle verwachtingen in besluit hij haar gebalsemde lichaam terug te brengen naar haar vaderland. Onderweg wordt de stam van Kaliber aangevallen door een horde Scythen en delft daarbij het onderspit. Door een speling van het lot vindt Kulobakop, de Scytische hoofdman de dood. Zijn dochter Gorytuse besluit dat het leven van Kaliber Khan gespaard moet worden, om vervolgens bij de tombe van haar vader te worden geofferd. Timok wil weten waarom zijn vader hem verstoten heeft, maar weet niet hoe hij dit moet aanpakken. Yu-Lien stelt voor om naar Shu-Wei te gaan. Bij haar doen ze een wonderlijke ontdekking.